# Переславский музей-заповедник

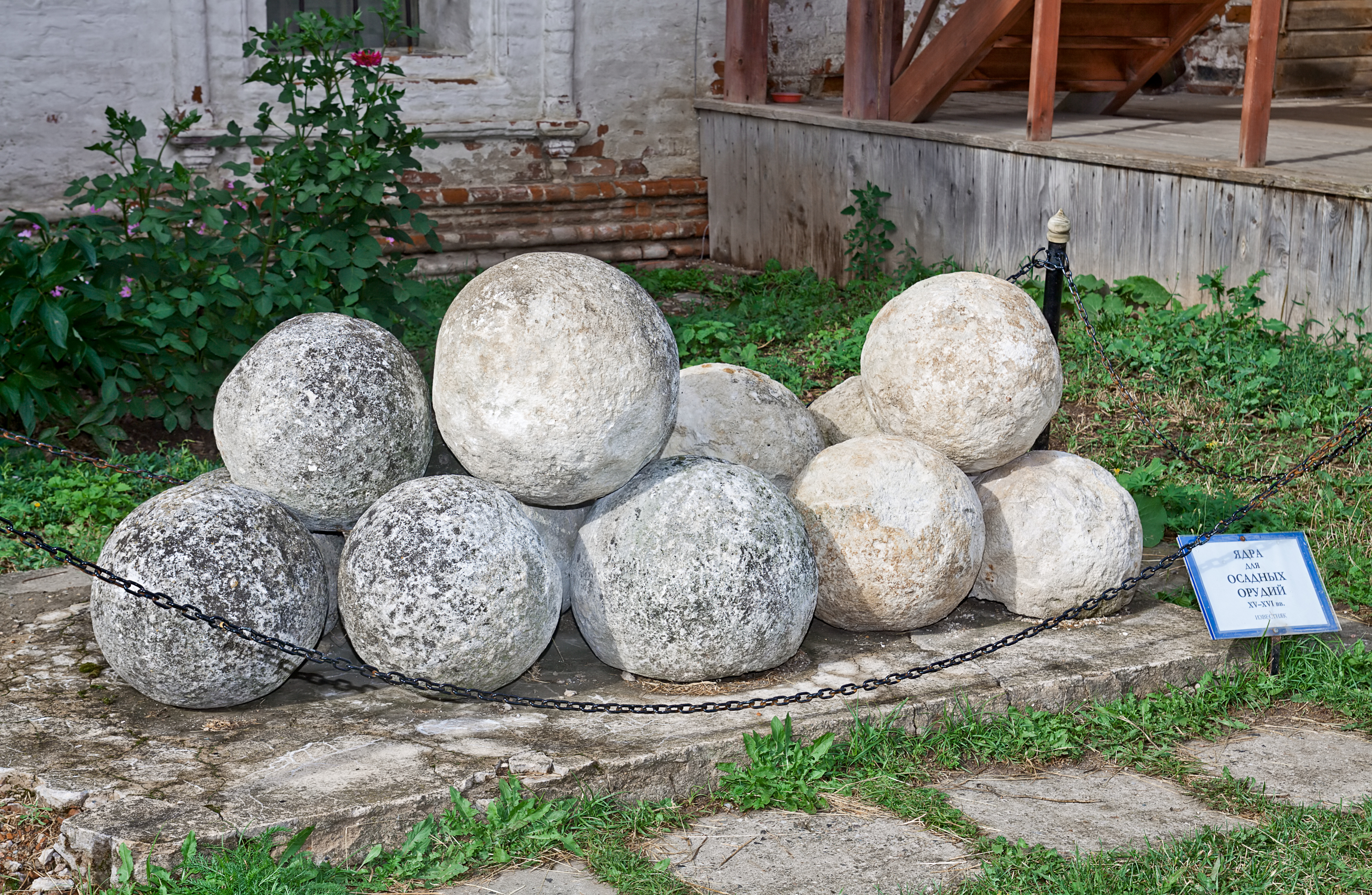
Русские каменные ядра (XV—XVI веков) на экспозиции в Переславском музее-заповеднике.

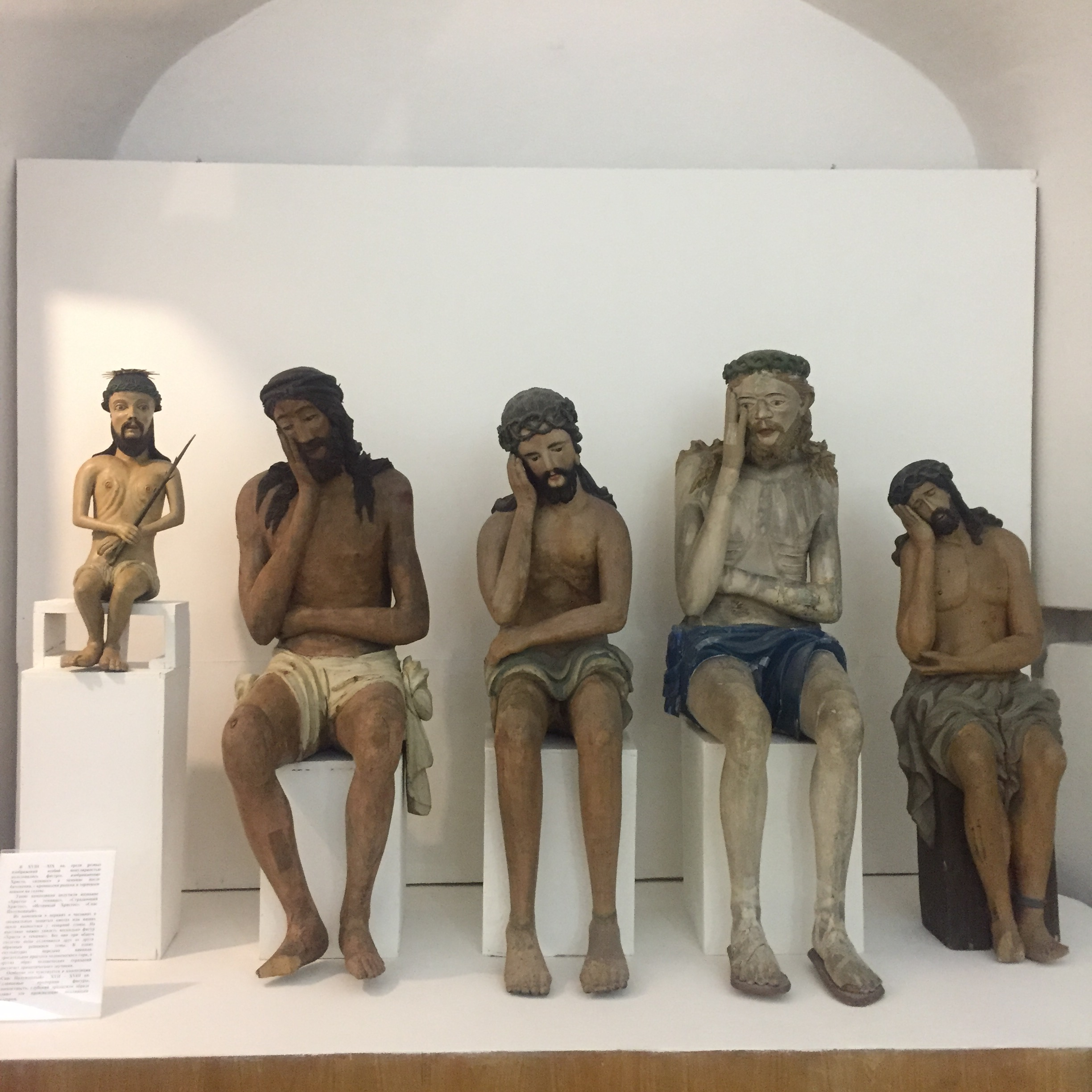
Из экспозиции музея

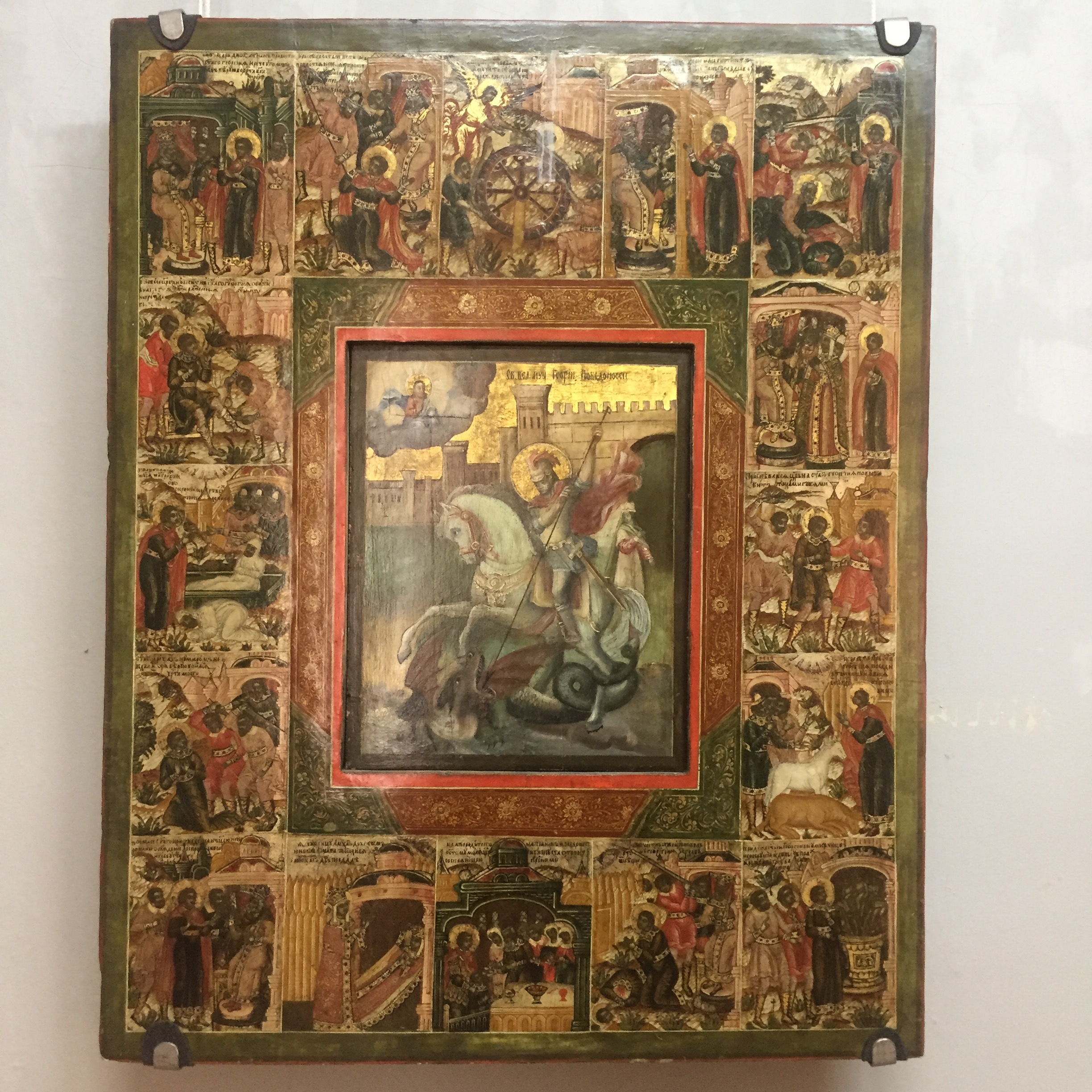
Святой Георгий Победоносец в житии. XVII-XVIII века

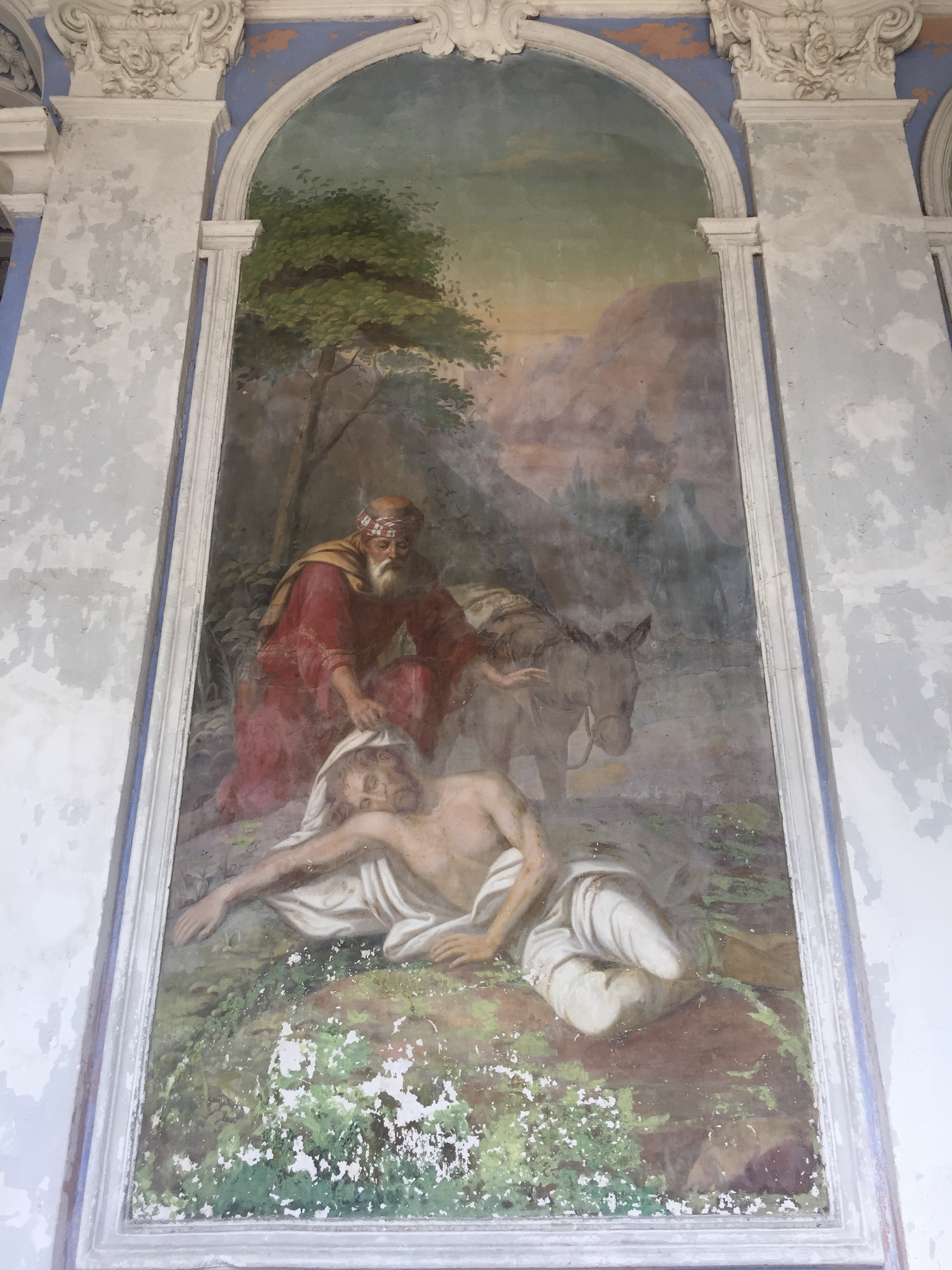
Фрески Успенского собора. XVIII век.

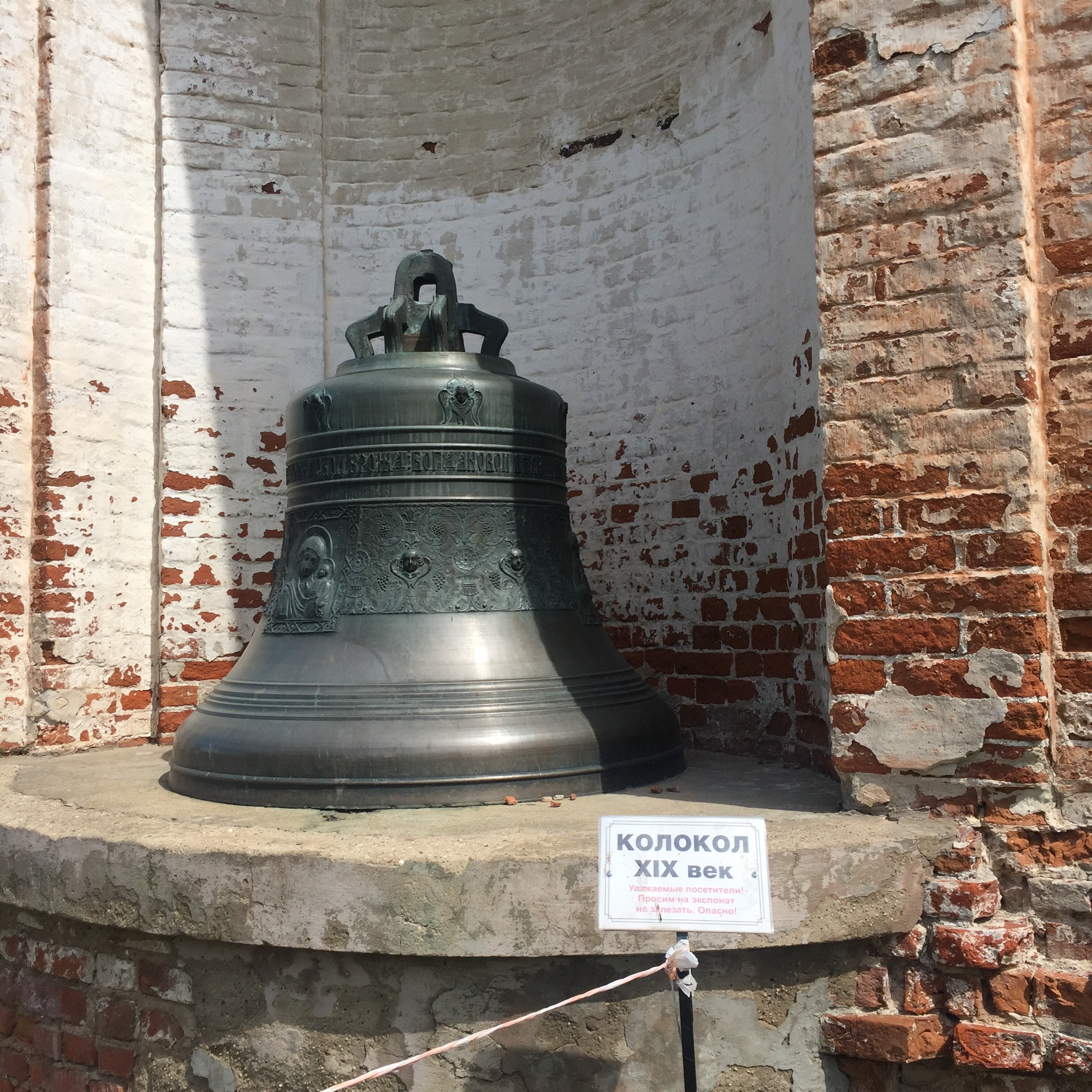
Колокол. XIX век

Переславль-Залесский государственный историко-архитектурный и художественный музей-заповедник — государственное учреждение культуры (музей-заповедник), расположен в городе Переславль, в зданиях упразднённого в 1744 году Горицкого монастыря и в Переславском районе в сёлах Веськово и Горки.

## Состав музея
- основной музей
- картинная галерея имени Кардовского
- выставочный зал на Ростовской улице, дом № 10
- индустриальная площадка на Советской улице, дом № 1а
- филиал Спасо-Преображенский собор
- филиал Музей-усадьба «Ботик Петра I»
- филиал Музей-усадьба Ганшиных

## История
По домузейной истории и архитектуре смотри статью Горицкий Успенский монастырь.
- Лето 1918 года — начинается сбор коллекций.
- 28 мая 1919 года — музей открыт для посетителей.

## Музей в 1950 годах
Сотрудники музея устраивали передвижные выставки в клубах и библиотеках колхозов Переславского района. Выставки рассказывали о прошлом Переславского края, показывали образцы советского изобразительного искусства. В вестибюле музея постоянно работала выставка «Экспонаты, поступившие в музей за последнее время».
При музее постоянно работал музейно-краеведческий совет, куда входили не только работники музея, но и простые краеведы. Здесь работали учитель А. В. Валединский, землеустроитель Н. А. Лихарев, бухгалтер Д. П. Перемиловский (колхоз имени Калинина), библиограф Васильев.
Переславский музей выпустил серию фотографических открыток, на которых показаны архитектурные, исторические, историко-революционные памятники старины и живописные уголки переславской природы. Фотографии подготовил ярославский фотограф Кувыркин. Директор музея Иванов написал путеводитель по Переславскому краю.
В самом начале декады сотрудники музея заложили яблоневый сад. Тут росли яблони многих сортов — анис, апорт, антоновка, грушовка. Были также груши и сливы, крыжовник и смородина. В 1954 году музей собрал 5 тонн яблок и 520 кг слив. В музейном питомнике выращивались саженцы морозостойкой яблони и груши.
Перестройку отдела природы провёл Н. В. Кузнецов (заведующий отделом природы Ярославского музея), он же подготовил чучела животных и птиц. Отдел строился по типовой структуре, однако тут появились диорамы и биологические группы дикой природы.
В 1950 году открылся новый зал музея, посвящённый Великой Отечественной войне. Здесь были размещены портреты Верховного главнокомандующего ВС СССР И. В. Сталина, военачальников Будённого, Василевского, Конева, Толбухина, Мерецкова и других. На 36 картинах были показаны эпизоды военной и тыловой жизни. В витринах лежали личные вещи Героев Советского Союза В. А. Котюнина, Н. И. Наколаева и В. В. Пыряева, письмо героя-краснодонца Ивана Туркенича к молодёжи фабрики «Красное эхо». На особом стенде были размещены портреты переславских Героев Советского Союза Николаева, Котюнина, Чурочкина и Пыряева, уроженцев Переславля генералов П. Н. Найдышева и М. И. Марьина.
В 1951 году Переславский городской комитет ВЛКСМ мобилизовал молодёжь на изучение родного края. Дирекция музея помогла комсомольцам разработать экскурсионные маршруты, а директор музея Иванов провёл несколько экскурсий.
В том же 1951 году Переславский музей получил щедрый подарок от художницы Ольги Людвиговны Делла-Вос-Кардовской: 50 картин её и её мужа Дмитрия Кардовского. Вместе с работами его учеников-кардовцев картины составили особый раздел советского изобразительного искусства в картинной галерее Переславского музея.
В 1952 году сотрудники музея устроили в клубе имени Дзержинского историческую выставку. Тут были показаны фотографии, рисованные виды исторических памятников и книги, рассказывающие о прошлом города Переславля.
В 1953 году Переславский краеведческий музей посетило 516 организованных экскурсий и несколько тысяч одиночных посетителей.
В марте 1954 года открылась выставка «Животноводство Переславского района», демонстрирующая практические приёмы работы лучших доярок колхоза «Борьба» — Татьяны Ефимовны Морозовой и Веры Алексеевны Окуневой. Успехи совхоза «Новоселье» показаны на примере доярок П. С. Побалковой, К. Ф. Евстигнеевой и А. Ф. Беднюковой. Выставлены фотографии самых продуктивных коров. На стенде «Кормовая база» был показан станок для изготовления торфоперегнойных горшочков, такое горшочки, механическая кукурузосажалка. Особой темой стала работа Ярославского конского племенного рассадника с центром Переславле, который выращивал коней породы «Советский тяжеловоз». Опыт овцеводов был иллюстрирован современным стригальным аппаратом.
В 1956 году открылся переславский Дом творчества Художественного фонда СССР, в первые годы рассчитанный на живописцев. Появился тематический поток картин, передающих переславские виды. Поэтому с 1957 года Переславский музей наладил тесное сотрудничество с этим Домом творчества, и в музейных залах появился тематический раздел «Переславль-Залесский в творчестве советских художников». В двух залах было показано более 150 произведений руки 70 художников и скульпторов.
В 1957 году вторая жена Михаила Пришвина, Валерия Дмитриевна Пришвина, подарила музею личные вещи писателя. В фонды поступили куртка, домотканый халат, деревянные сапожные колодки и три долгоиграющие патефонные пластинки с записью рассказов М. М. Пришвина в исполнении автора.
В 1957 году отдел природы Переславского края был переведён с первого этажа пристройки (то есть из здания духовного училища) в другое помещение, а залы первого этажа были отданы картинной галерее. Началась реэкспозиция картинной галереи. В строительстве новой художественной экспозиции участвовали сотрудники Русского музея искусствовед И. Я. Богуславская и реставратор Н. Н. Померанцев.
В 1958 году отмечался 200-летний юбилей фабрики «Красное эхо». Сотрудники музея устроили большую выставку в фабричном клубе имени Дзержинского.
В этом же году снова открылся отдел природы. Тут была показана геологическая история Плещеева озера, его обитатели — цапли, утки, чайки, 16 пород рыб. Два зала рассказывали про лес и его обитателей с помощью диорам и биологических групп, где звери и птицы выступали сценами в естественной обстановке. Выставлена часть огромной коллекции жуков переславца С. Геммельмана, гербарии лекарственных растений местных лесов и полей, собранные врачом Г. А. Карташевским. Однако в новых залах площадь отдела природы уменьшилась в два раза. Экспозиция Н. В. Кузнецова была разобрана. Теперь экспозиция отдела пропагандировала деятельное изменение природы, показывала мичуринские сорта, предложенные для переславских садоводов, и рассказывала об агрономических технологиях академика Лысенко.

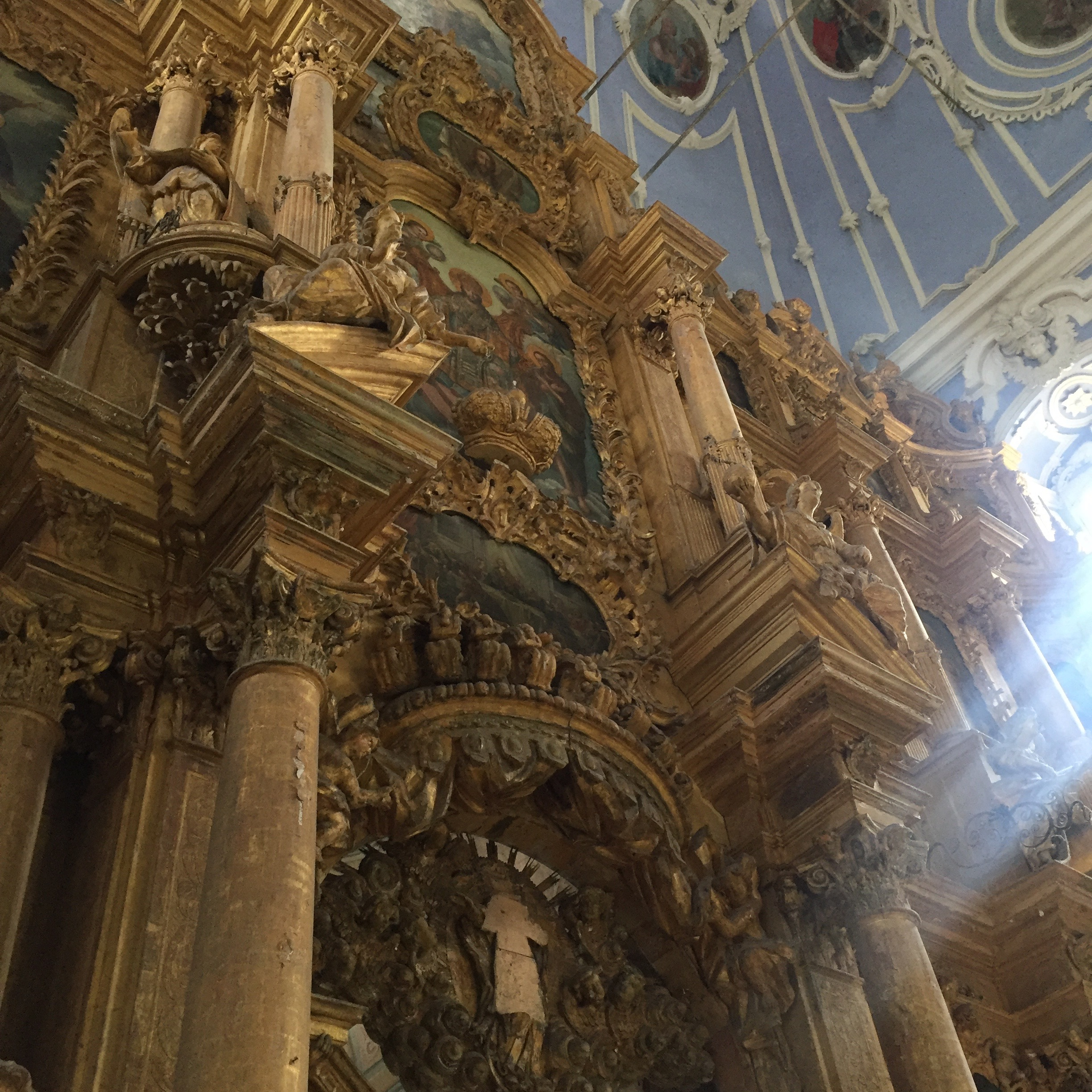
Успенский собор. XVIII век.

Кроме того, в 1958 году в жизни музея произошло необычайное и редкое событие. Внештатный сотрудник ИРЛИ Владимир Васильевич Лукьянов в течение двух дней просмотрел 140 рукописных книг XV—XIX веков из собрания Переславского музея, сделал их описание и даже опубликовал его. В единственной опубликованной статье не только перечислены рукописные книги и монастырские описи, но и указана необходимость «составить подробное описание всех рукописных материалов» Переславского музея.
В 1959 году исполнилось 40 лет работы музея. К этому году музей занимал 45 экспозиционных залов с общей площадью 2 тысячи квадратных метров. Работали четыре отдела: картинная галерея, отдел природы, отдел истории края и отдел истории советского периода.

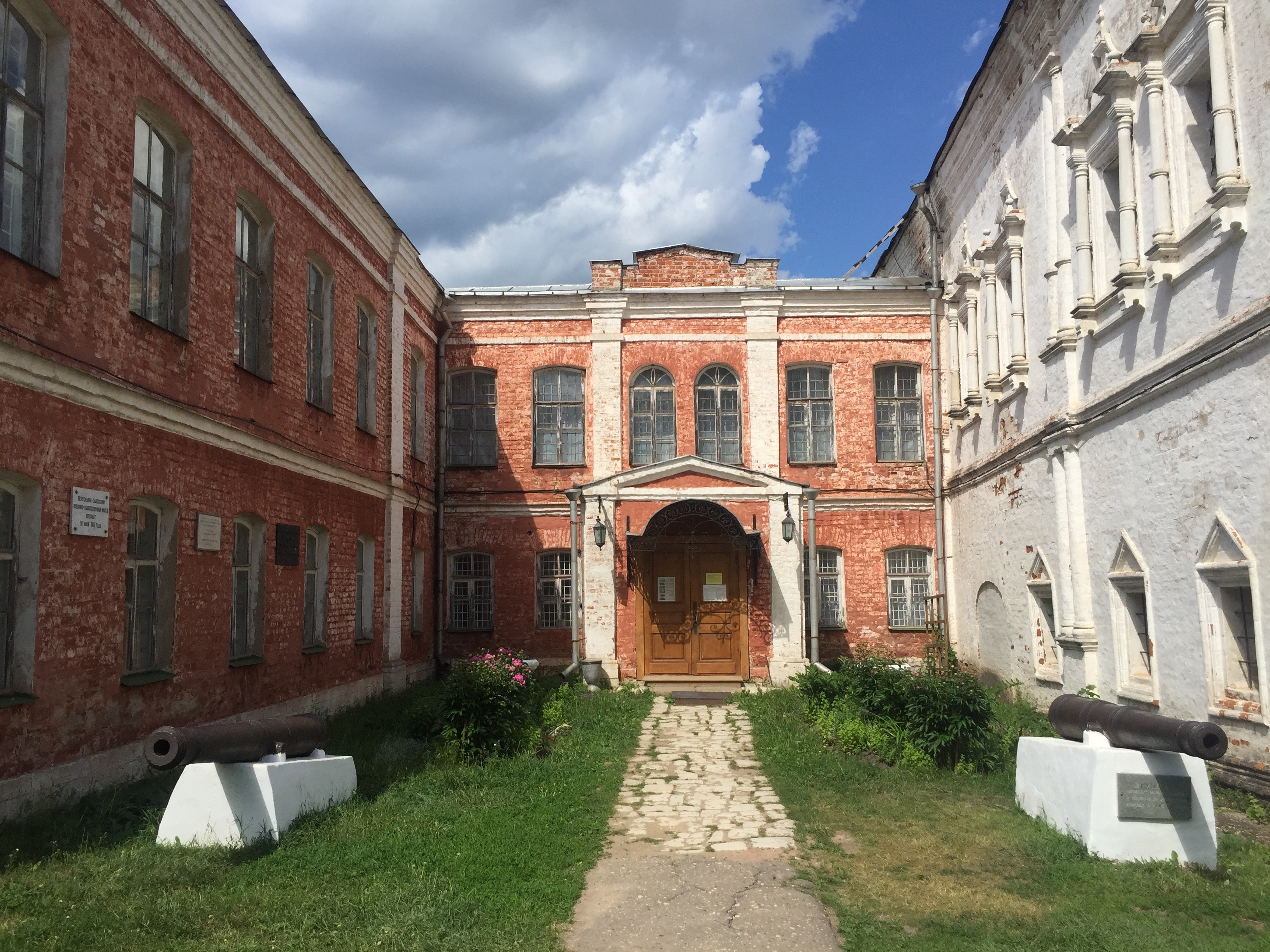
Здания музея-заповедника

В феврале 1959 года Переславский краеведческий музей был реорганизован в историко-художественный. Теперь он мог представить не только историю Переславля, но и более широкий круг художественных работ из своей коллекции. В музей начали поступать картины из республиканских художественных фондов. Центральная художественно-реставрационная мастерская взялась за реставрацию художественных ценностей из музейного хранилища.
Сотрудники реорганизованного музея расширяли художественную экспозицию. 27 января 1959 года новые залы картинной галереи были открыты для обозрения. Художественная галерея заняла 16 комнат на двух этажах в здании бывшего духовного училища, причём советскому искусству было отведено 5 залов. Ещё три зала использованы для показа работ академика Д. Н. Кардовского, его жены и многочисленных учеников. По другим сведениям, новая экспозиция размещалась в 20 залах, и тут располагалось более 600 художественных произведений самых разных жанров: живопись и графика, скульптура и декоративно-прикладное искусство.
По мнению посетителей из ЧССР, Переславский музей был «самым интересным в Подмосковье». Главный редактор альманаха «Дружба народов» Виктор Гольцев отметил, что музей «представляет огромный интерес для всякого, кому дорога наша русская культура и её история».

## Музей в XXI веке
В 2022 году Переславский музей-заповедник получил уникальную возможность реализовать проект фабрики-музея на исторической промплощадке завода «ЛИТ». В оперативное управление музею переданы 11 промышленных объектов,  расположенных на территории в 2,2 га. Архитектурный комплекс 1890–1930-х годов связан с историей пунцово-красильной фабрики Павлова, завода резинотехнических и асбестовых изделий товарищества «Проводник» и первой советской фабрики кинопленки.
Уже сейчас промышленная площадка с богатой индустриальной историей включается во все основные городские туристические маршруты, является ядром будущего промышленного маршрута, в ходе музеефикации здесь создается многопрофильная общественно-культурная площадка.

## Экспонаты
В музее собрано более 80 тысяч экспонатов:
Открыты постоянные выставки: мир природы, иконопись, деревянная скульптура, искусство русской деревни, «Венок усадьбам», русская живопись, «Переславль сто лет назад».